# 奥尔贾诺
奥尔贾诺（義大利語：Orgiano），是意大利威尼托大区维琴察省的一个市镇。总面积18平方公里，人口3204人，人口密度178.0人/平方公里（2009年）。国家统计（ISTAT）代码为024075。